# Bitva u Brodů
Bitva u Brodů byla jednou z největších tankových bitev v dějinách lidstva. Odehrála se za druhé světové války ve dnech 26. – 30. června 1941 v trojúhelníku měst Dubno – Luck – Brody a je též známa jako bitva u Dubna, bitva u Lucku či bitva u Rovna.

## Situace po napadení SSSR
Po napadení SSSR nacistickým Německem zahájil Wehrmacht rychlý postup do vnitrozemí SSSR. Sovětská obrana, která nebyla na tuto situaci připravena, se v prvních dnech stěží konsolidovala. Stalin dal sice příkaz k protiútoku, ovšem z hlediska vzájemných sil, stavu techniky, zásobování, organizace a dalších aspektů, to bylo z vojenského hlediska neproveditelné. Přesto vojenští velitelé a zejména politruci posílali vojska Rudé armády do útoků, a to i za situace, kdy nebyla naděje na úspěch. Tankovým svazkům chybělo krytí letectva, které bylo po počátečních útocích Luftwaffe výrazně ochromeno. První boje sovětských tankových sil s Němci v prostoru severozápadní Ukrajiny proběhly již 23. června, tedy den po zahájení operace Barbarossa. Sovětské tanky však byly v důsledku činnosti německého letectva a technických poruch likvidovány. V řadách Rudé armády vázla koordinace a jednotlivé tankové skupiny se vrhaly na útočící Němce bez možnosti zastavení jejich postupu. Důležitou úlohu hrál velký rozdíl mezi výcvikem německých a sovětských tankových osádek, které byl zejména po Stalinových čistkách neuspokojivý. Německé armádě se dařilo oddělovat útočící sovětské tanky od pěchoty, izolovat je a ničit.

## Bitva

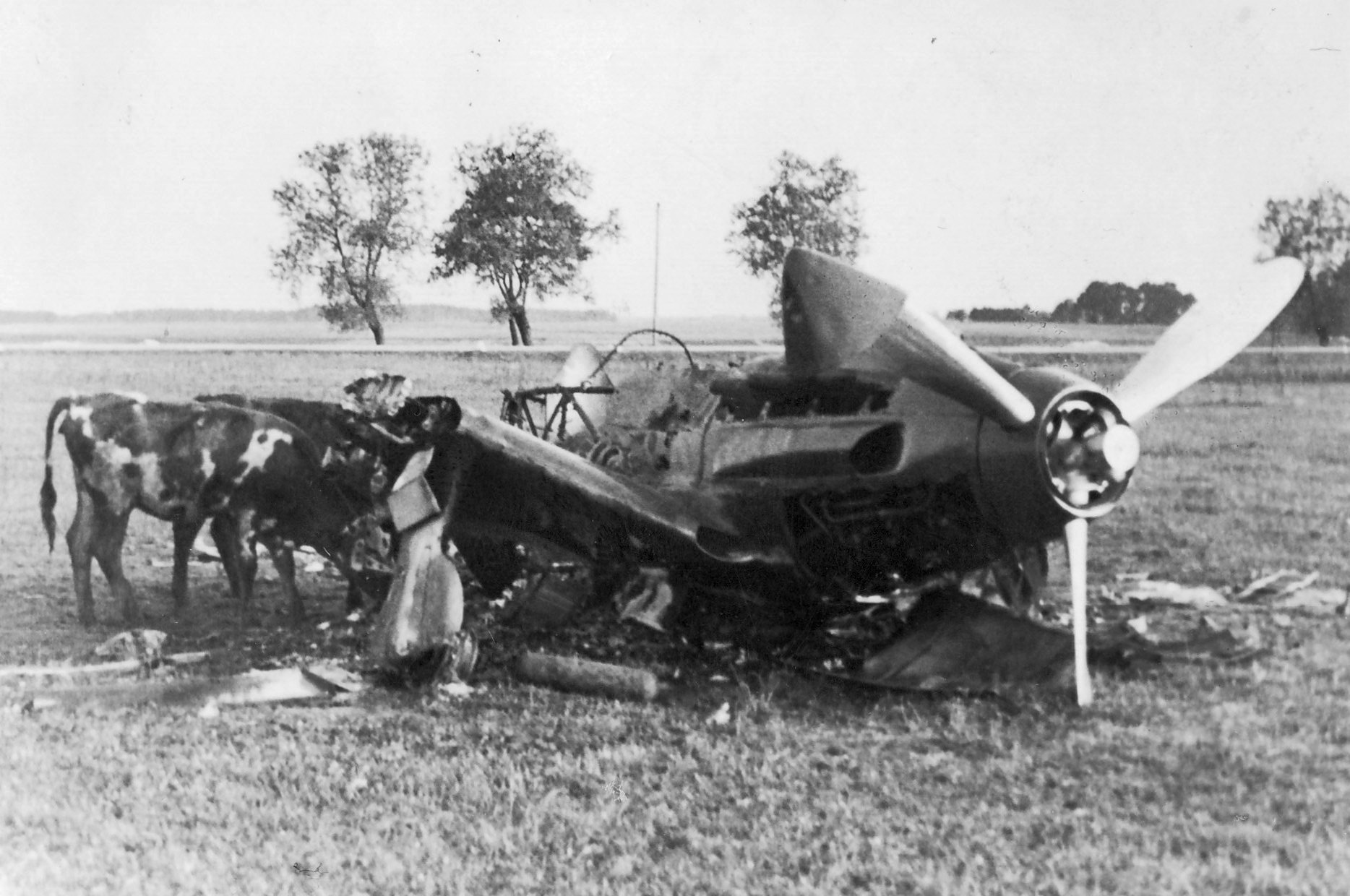
Zničená sovětská stíhačka MiG-3 během prvních dní Operace Barbarossa

Velení jihozápadního frontu dle Stalinova rozkazu připravilo protiútok, který měl být proveden 26. června. Dva mechanizované sbory měly operovat spolu s pěšími svazky sestavy 5. a 6. armády. Zbývající čtyři mechanizované sbory měly krýt nejohroženější úsek v prostoru Lucku, Rovna, Dubna a Brodů a soustředěným úderem zabránit německému průlomu. Těžiště útoku bylo soustředěno v pásmu 8. a 15. mechanizovaného sboru. Pátá armáda pod vedením generálmajora M. I. Potapova měla v sestavě 9. a 19. sbor, který se měl soustředit v prostoru Rovna. Svazky 15. mechanizovaného sboru pod vedením I. I. Karpeza , které byly od 23. června pod nepřátelským tlakem, se dostavily na místo včas, ale chyběl jim dostatek pohonných hmot a střeliva. Proti 600 německých tanků bylo k boji připraveno 1 000 tanků sovětských. Čtyřdenní tanková bitva, která začala 26. června 1941, měla velmi zmatený průběh. Tanky generálmajora Karpeza podnikly u Raděchova útok, který byl sice pro německé velení překvapením, ale díky lepšímu spojení se Němcům podařilo útok odrazit. Do boje se vrhaly i další sovětské mechanizované sbory a to mnohdy nekoordinovaně, na čemž měli svůj velký podíl političtí komisaři, kteří hnali tanky do boje za každou cenu a pod pohrůžkou trestů pro velitele. Jedna z tankových divizí byla ztracena v bažinách poté, co jejího velitele odstranil a velení převzal politický komisař. Mnoho sovětských tanků zůstalo stát na bojišti kvůli poruše, či kvůli skutečnosti, že jim došlo palivo a další dodávky nebylo možné zabezpečit. Na město Dubno byl proveden útok 8. tankové mechanizované brigády komisaře Nikolaje Popjela, ale bez účasti pěchoty. Sovětským tankům se sice podařilo Němce překvapit a zničit odstavenou německou techniku, avšak po protiútoku Wehrmachtu a Luftwaffe byl mechanizovaný sbor postupně zničen. Tanky, které mu zůstaly, již z drtivé většiny neměly palivo na návrat, takže byly ponechány na bojišti, zapáleny a vojáci se museli probíjet z obklíčení „po svých.“

## Porážka sovětských mechanizovaných sborů

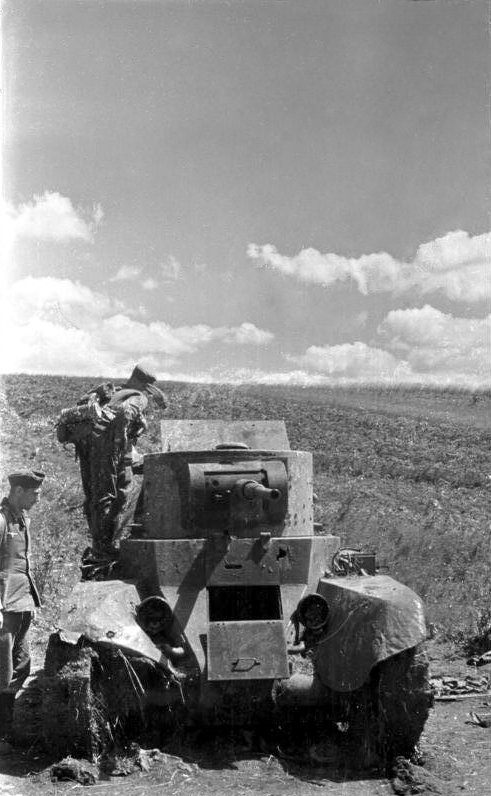
Němečtí vojáci u zničeného tanku BT-7

Dne 29. června dal generál Kirponos zvláštní rozkaz k odstranění chyb a nedostatků v řízení bojových operací. Zvláštní pozornost věnoval takovým oblastem, jako bylo zabezpečení křídel, zlepšení průzkumné činnosti, používání radiostanic a zajištění součinnosti s pěchotou a dělostřelectvem. Tento schopný sovětský generál však nemohl v žádném případě kompenzovat nedostatky ve výzbroji a logistice. Např. 15. mechanizovaný sbor měl jen dvě spojovací jednotky, místo osmi, 22. mechanizovaný sbor ztratil během prvních osmi dní bojů 119 tanků, z nichž 58 bylo zničeno osádkami kvůli chybějícím náhradním dílům. Kruté boje mezi německými a sovětskými tankovými jednotkami probíhaly až do 30. června 1941. Sověti se za vlastního sebeobětování vrhali do útoků, kde se jim sice dařilo ničit techniku protivníka, ale jejich ztráty byly daleko vyšší. Na sovětské straně se bojů účastnily zejména starší typy tanků T-26, T-27, T-28, T-35, T-37, T-40, BT-2, BT-5, či BT-7, ale v menší míře i nové stroje T-34, KV-1 a KV-2, které se staly pro Němce noční můrou. Bylo zjištěno, že tyto obrněnce jsou odolné proti střelbě ze stávajících německých tanků a že převyšují německé stroje ve všech směrech. Tyto sovětské tanky musely být ničeny buď letectvem, protiletadlovými děly ráže 88 mm či tankoborníky. Bitva u Brodů skončila německým vítězstvím. Zbytky sovětských tankových vojsk byly nuceny se stáhnout s pozemními jednotkami na čáru opevnění na tzv. „Stalinově linii.“